# Joseph Curtis Moore
Joseph Curtis Moore (1914-1995) fue un zoólogo estadounidense; fue experto en zifios del Field Museum de Chicago.

## Algunas publicaciones
- 1965. A study of the diurnal squirrels, Sciurinae, of the Indian and Indochinese subregions. Con Tate, George Henry Hamilton (1894-1953) Fieldiana Zoology 48.

- 1968. Relationships among the living genera of beaked whales with classifications, diagnoses and keys. Fieldiana: Zoology 53 (4): 209-298

- 1972. More skull characters of the beaked whale Indopacetus pacificus and comparative measurements of Austral relatives, v. 62 y v. 1143 de Publication (Field Museum of Natural History)

## Abreviatura (zoología)
La abreviatura Moore  se emplea para indicar a Joseph Curtis Moore como autoridad en la descripción y taxonomía en zoología.